# Hyalea succinalis
Hyalea succinalis là một loài bướm đêm trong họ Crambidae.